# سیارک ۹۰۷۹
سیارک ۹۰۷۹ (به انگلیسی: 9079 Gesner، نامگذاری:1994PC34) نه هزار و هفتاد و نهمین سیارک کشف شده‌است که در ۱۰ اوت ۱۹۹۴ کشف شد.
قدر مطلق سیارک برابر ۳۰.۹ است.